# Zirplerche

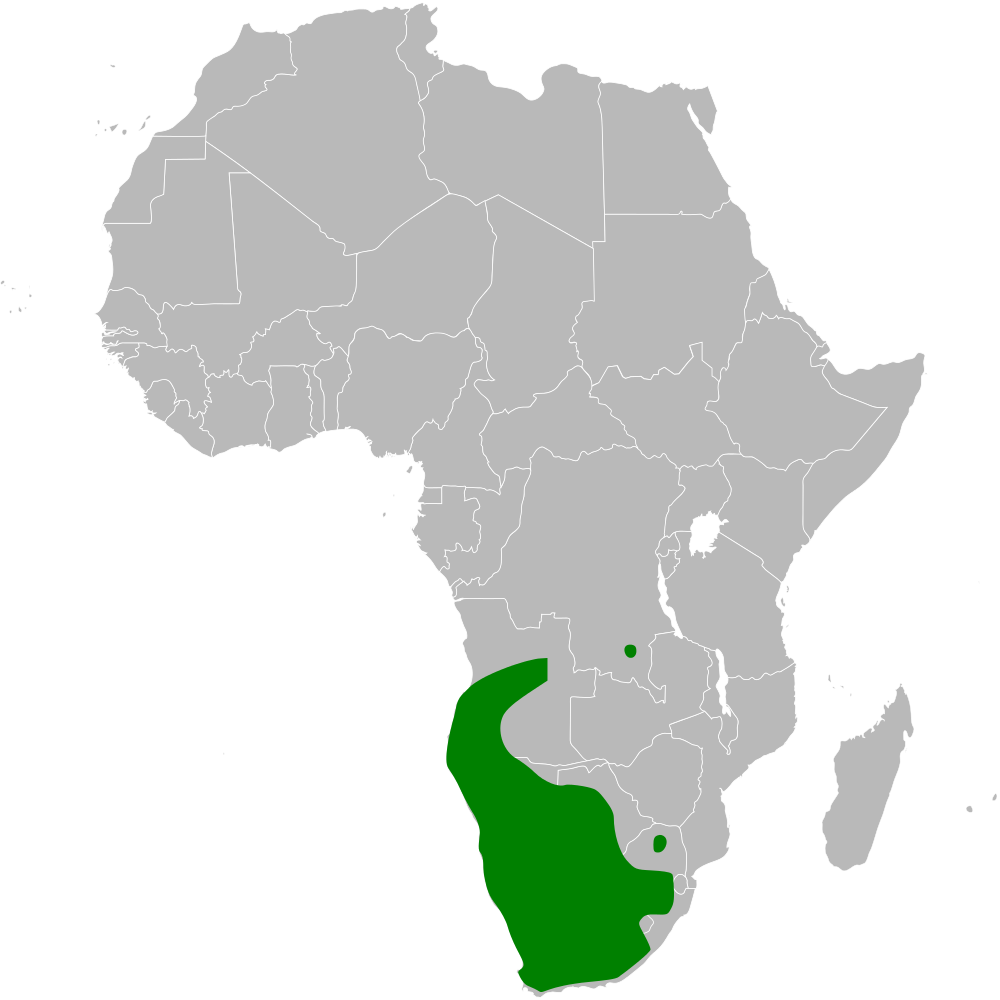
Verbreitungsgebiet der Zirplerche

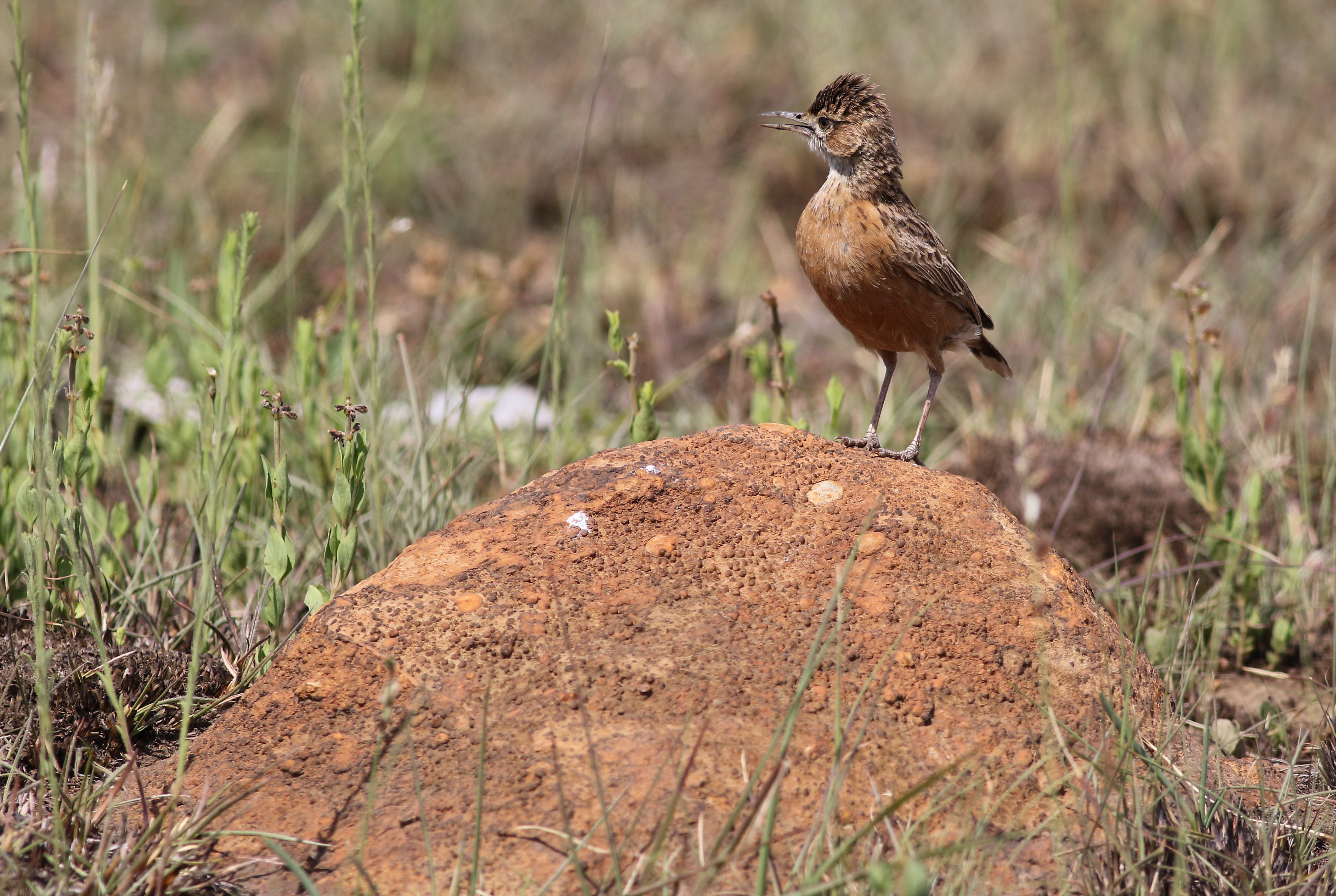
Zirplerche, Suikerbosrand Nature Reserve, Südafrika

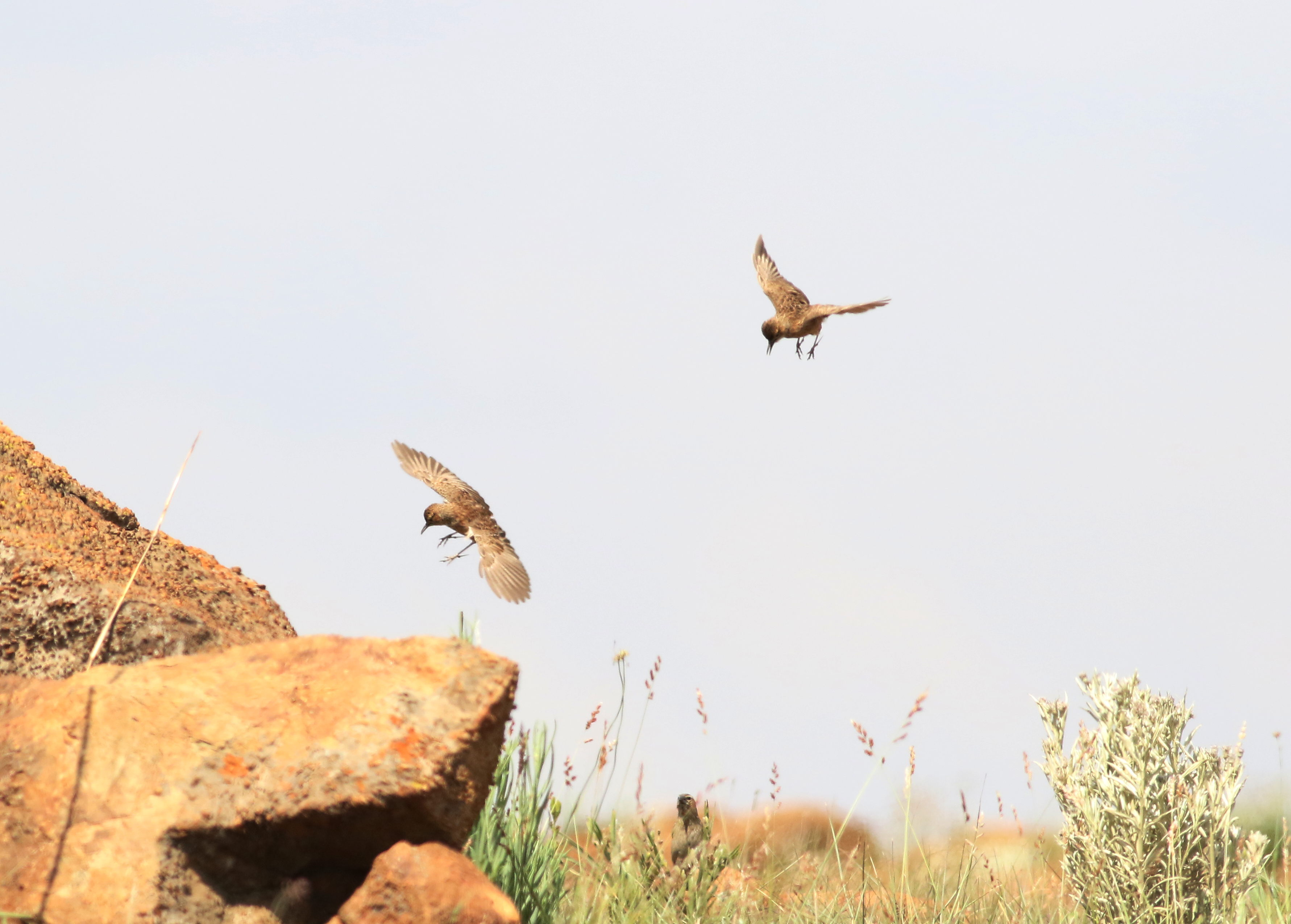
Fliegende Zirplerchen

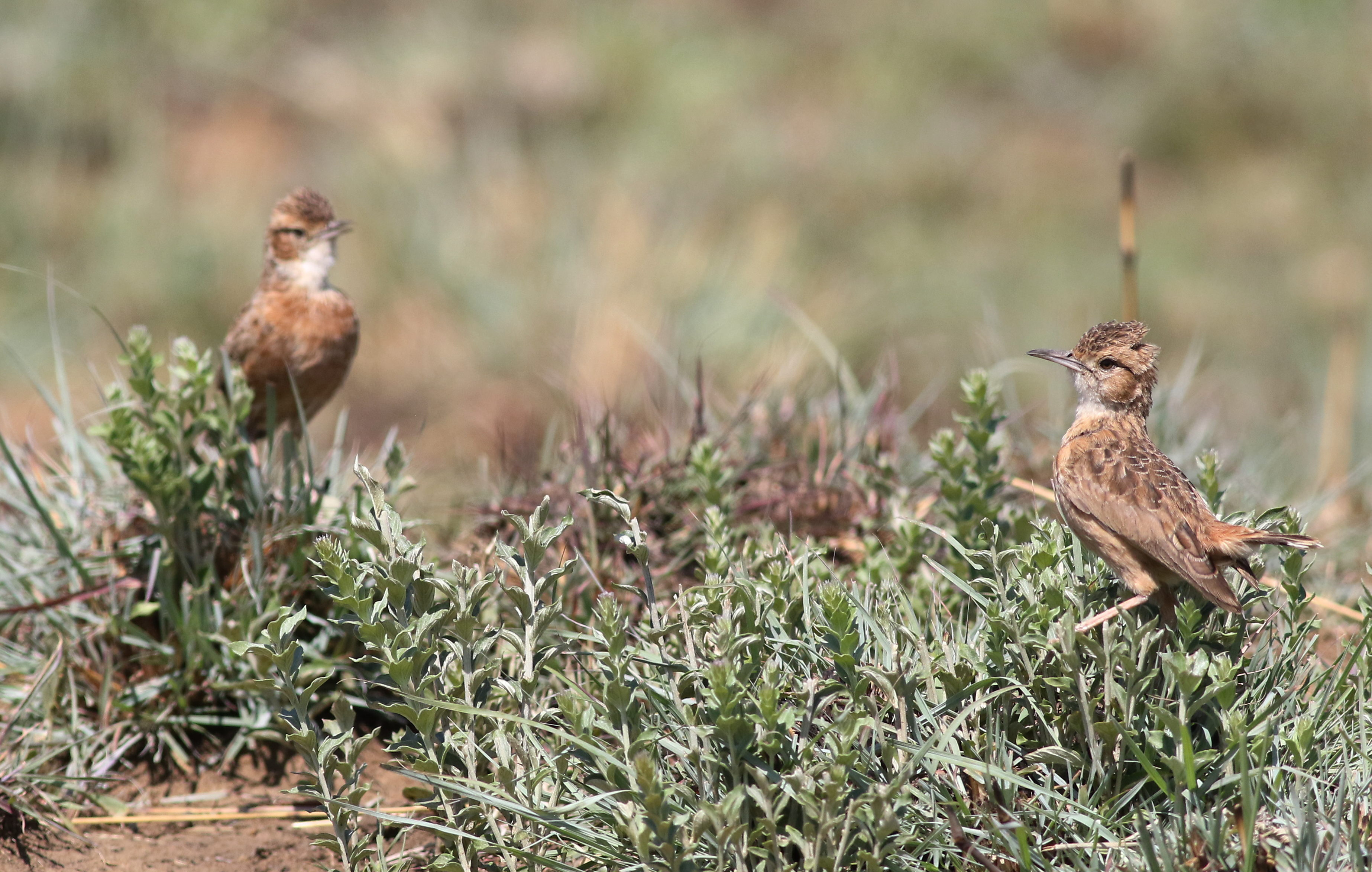
Zwei Zirplerchen

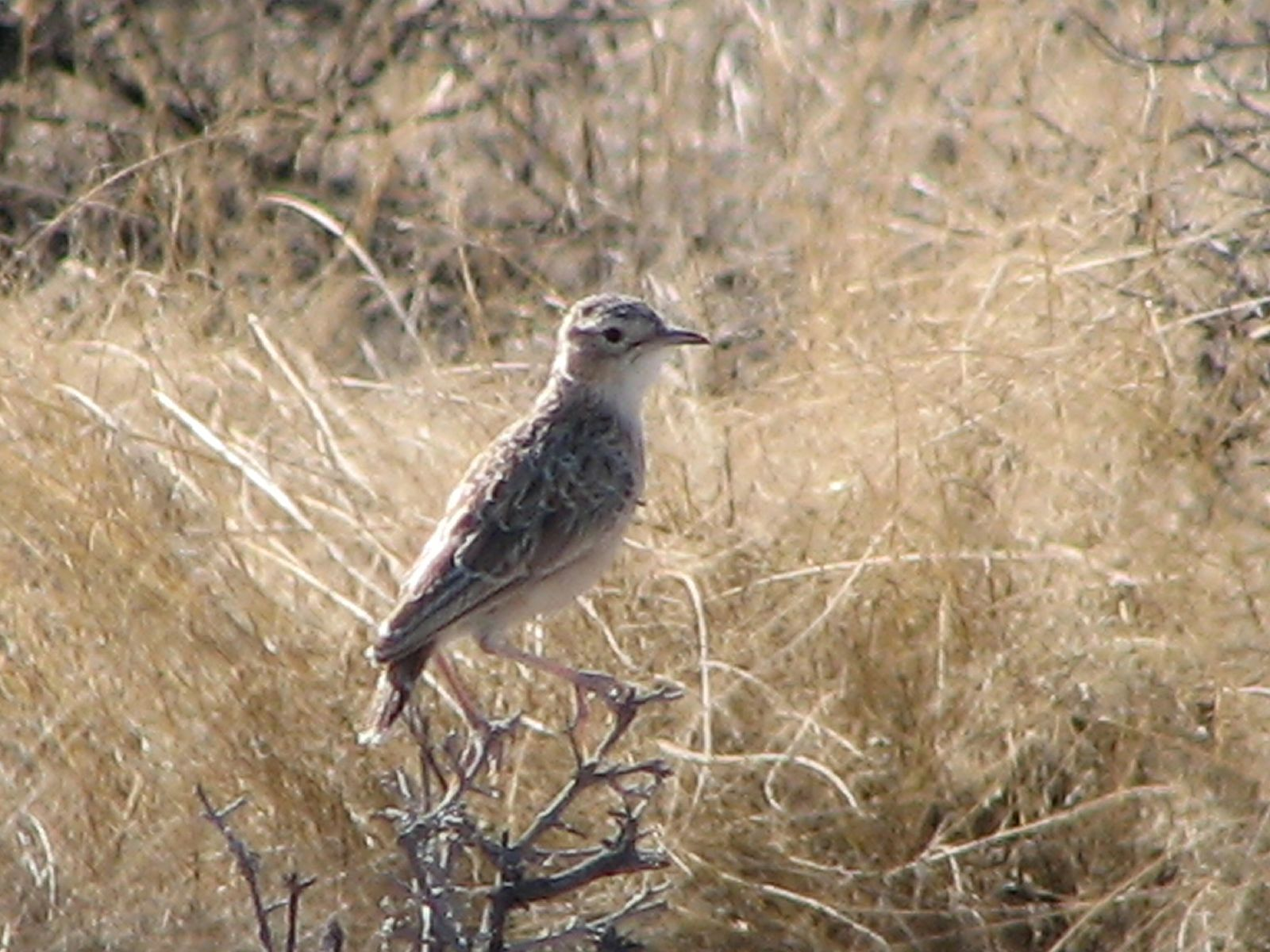
Zirplerche im Etosha-Nationalpark. Die dort vorkommende Unterart ist heller als übrige Unterarten

Die Zirplerche (Chersomanes albofasciata) ist eine hochbeinige und kurzschwänzige kleine Art aus der Familie der Lerchen, die zwischen 15 und 20 Prozent kleiner als eine Feldlerche ist. Ihr Verbreitungsgebiet ist der Süden Afrikas. Es werden mehrere Unterarten unterschieden.
Die Bestandssituation der Zirplerche wird von der IUCN mit ungefährdet (least concern) eingestuft.

## Merkmale
Die Zirplerche erreicht eine Körperlänge von 14 bis 6 Zentimetern, wovon 4,3 bis 5,5 Zentimeter auf den Schwanz entfallen. Im Verhältnis zur Körpergröße hat sie einen vergleichsweise langen, leicht gebogenen Schnabel. Die Schnabellänge beträgt vom Stirnfederansatz aus gemessen 2,1 bis 2,5 Zentimeter. Sie wiegt zwischen 19,5 und 34 Gramm. Es besteht kein auffallender Geschlechtsdimorphismus. Auffallend ist die aufrechte Körperhaltung, die diese Lerchenart einnimmt.
Der Scheitel, der Nacken und der Hinterhals sind rotbraun mit einer schwärzlichen Längsstrichelung, die im Nacken am feinsten ist. Die hellbraunen Halsseiten haben dunkelbraune sprenkeln, der Vorderhals ist weißlich mit einer ebenfalls braunen Sprenkelung. Der Überaugenstreif ist gelblich braun, ein gleichfarbiger Strich verläuft vom Schnabel zum unteren Augenrand. Die Ohrdecken sind etwas heller als der übrige Kopf. Der Mantel ist braun mit einem rötlichen Anflug und einer dunklen Längsstrichelung. Die einzelnen Rückenfedern haben gelbbraune bis weißliche Spitzen sowie dunkle Zentren. Die Oberschwanzdecken sind rötlich braun und nahezu ohne jegliche Strichelung.
Das Kinn und die Kehle sind weiß, die übrige Körperunterseite ist zimtfarben bis hell rötlich Braun. Die einzelnen Individuen weisen eine variable Anzahl von dunklen Stricheln auf, die bei einzelnen Vögeln jedoch auch vollständig fehlen kann. Die Hand- und Armschwingen sind braun mit schmalen gelbbraunen Säumen. Das Schwanzgefieder ist dunkelbraun, bis auf das mittlere Steuerfederpaar haben alle Steuerfedern weiße Spitzen.
Der Schnabel ist dunkel hornfarben, die Iris ist braun. Die Hinterzehe hat eine langgestreckte Kralle.

## Verbreitungsgebiet, Unterarten und Lebensraum
Das Verbreitungsgebiet der Zirplerche ist der Nordosten von Südafrika, das Zentralgebiet und der Südwesten von Angola, Namibia, das Zentralgebiet und der Südwesten von Botswana sowie Südafrika, wo sie nur im östlichen Teil des Landes fehlt. Sie ist in ihrem Verbreitungsgebiet ein Standvogel, der nur in einem begrenzten Maße umherstreift.
Die einzelnen Unterarten kommen in folgenden Regionen vor:
- C. a. obscurata Hartert, 1907 – Vorkommen im Südwesten und im Zentralgebiet von Angola.
- C. a. erikssoni (Hartert, 1907) – Verbreitung im Norden Namibias
- C. a. kalahariae (Ogilvie-Grant, 1912) – Ursprünglich als eigenständige Unterart der Gattung Certhilauda beschrieben, kommt diese Unterart vom Süden und Westen Botswanas bis in den Norden von Südafrika vor.
- C. a. boweni (Meyer de Schauensee, 1931) – Verbreitung im Nordwesten von Namibia
- C. a. arenaria (Reichenow, 1904) – Vorkommen vom Süden Namibias bis in den Südwesten der Südafrikanischen Republik.
- C. a. barlowi White, CMN, 1961 – Vorkommen im Osten von Botswana
- C. a. alticola Roberts, 1932 – Verbreitung im Südwesten der Südafrikanischen Republik.
- C. a. albofasciata (Lafresnaye, 1836) – Vorkommen vom Südosten Botswanas bis in das Zentralgebiet von Südafrika. Nominatform.
- C. a. garrula (Smith, A, 1846) – Ursprünglich als eigenständige Unterart der Gattung Certhilauda beschrieben. Vorkommen im Westen der Südafrikanischen Republik.
- C. a. macdonaldi (Winterbottom, 1958) – Vorkommen im Süden der Südafrikanischen Republik.

Die Beesleylerche galt ursprünglich als eine Unterart der Zirplerche, wird aber heute als eigenständige Art eingeordnet.
Der Lebensraum sind Grassteppen, die nur sehr vereinzelt mit Büschen bestanden sind und auf denen Bäume vollständig fehlen. Sie kommt außerdem auf überweideten Arealen und in schütter mit Büschen bestandenen Halbwüsten sowie am Rand von Wüstengebieten vor. Sie fehlt dagegen in der Namib.

## Lebensweise
Die Zirplerche frisst Insekten und Sämereien. Nach Untersuchungen an Zirplerchen in Namibia deckt die Zirplerche zu 84 % ihren Nahrungsbedarf mit Insekten. Sie frisst vereinzelt auch grünes Blattmaterial. Zu den gefressenen Insekten zählen unter anderem Ameisen, Termiten und Schwarzkäfer. Häufig wühlen sie mit ihrem Schnabel in weißer Erde am Fuß von Pflanzen. Zirplerchen halten sich überwiegend auf dem Boden auf, selbst beim Singflug steigt das Männchen nur bis zu zwei Meter hoch und lässt sich dann mit steil gestellten Flügeln wieder schwebend zur Erde gleiten.
Die Brutzeit fällt in Namibia in den Zeitraum Februar bis April und August bis Oktober. In Südafrika brütet sie dagegen von August bis Dezember, in anderen Teilen des Verbreitungsgebietes lösen Regenfälle den Bruttrieb aus.
Wie alle Lerchen ist auch die Zirplerche ein Bodenbrüter. Das Nest wird nicht überwölbt und befindet sich gewöhnlich im Schutz eines Steines, eines Erdwalls oder eines Grasbüschels. Das Gelege besteht aus zwei bis drei Eiern mit einem Frischvollgewicht von 2,35 Gramm. Die Eier sind weißlich mit bräunlich, gelblichen und rötlichen Flecken. Die Brutdauer beträgt etwa 12 Tage. Die Nestlinge werden von beiden Elternvögeln gefüttert und verlassen das Nest mit einem Alter von 10 Lebenstagen. Sie sind dann noch flugunfähig.

## Einzelbelege
1. ↑  Pätzold: Kompendium der Lerchen. S. 145.
2. ↑  Pätzold: Kompendium der Lerchen. S. 141.
3. 1 2 3  Pätzold: Kompendium der Lerchen. S. 143.
4. ↑  Pätzold: Kompendium der Lerchen. S. 144.